# Єгор Фон Брадке
Єгор Фон Брадке (16 [27] травня 1796 — 3 [15] квітня 1862) — сенатор, дійсний таємний радник; попечитель Київської та Дерптської навчальних округ.

## Біографія
Походив з роду шведських дворян, які переселилися у Росію за правління Петра I. Народився 16 (27) травня 1796 року на о. Езель, у Ліфляндській губернії.
У 1810 році закінчив загальні класи Гірничого кадетського корпусу, після чого поїхав до міста Вятка, де його батько, Федір Іванович Брадке, був губернатором. У 1811 році він вступив до петербурзької школи колонновожатих. У період навчання з жовтня 1812 по березень 1815 брав участь у зйомці 2-го округу Нової Фінляндії, а з 1813 року за дорученням князя П. М. Волконського викладав математику та військові науки у тій самій школі.
З 1815 року — у частинах Російської армії; був при черговому генералі головного штабу А. А. Закревському у Шампані, потім у Парижі, а з вересня 1815 року перебував у головній квартирі генерал-фельдмаршала князя М. Б. Барклая-де-Толлі у Могильові.
У листопаді 1817 року був направлений до штабу графа О. А. Аракчеєва, що був сформований з військових поселень, із залишенням у свиті Його Величності квартирмейстерської частини. Щорічно з квітня по жовтень залишався у поселеннях, а взимку проживав у Петербурзі.17 квітня 1822 року підвищений до звання капітана; з грудня 1823 по квітень 1824 року — обер-квартирмейстер військових поселень. За старанну службу був нагороджений у квітні (1000 руб.) та грудні 1824 року (3000 руб.). З квітня 1825 року — знову обер-квартирмейстер військових поселень; 23 серпня 1826 року назначений підполковником.
З 12 серпня 1827 року — обер-квартирмейстер 3-го резервного поселення кавалерійського корпусу в Єлисаветграді; займався економічними та господарськими справами військових поселень у Херсонській та Катеринославській губерніях, написав «Положення про господарське управління військовими поселеннями у Херсонській та Катеринославській губерніях». 6 грудня 1830 року був переведений у полковники.
З 28 жовтня 1830 у складі корпусу пішов у похід на Польщу; брав участь у боях поблизу міста Остроленка, та у штурмі варшавських укріплень. Того ж року був нагороджений золотою шпагою. Протягом 1831 року — начальник штабу різних частин армії, після зайняття Варшави — начальник штабу варшавського військового генерал-губернатора. Незабаром був звільнений у безстрокову відпустку через хворобу, 12 жовтня 1832 року звільнений з військової служби з перейменуванням у чин дійсного статського радника.
14 грудня 1832 року призначений попечителем Київського навчального округу. Займався переміщенням Кременецького ліцею до Києва та організацією на його основі Київського університету, урочисте відкриття якого відбулося 15 липня 1834 року. У 1838 році в університеті було відкрито політичну змову Мацієвського та інших 18 студентів, внаслідок чого університет був тимчасово закритий, а Є. Ф. Брадке був змушений подати у відставку, і 5 грудня 1838 року його було звільнено з посади попечителя з призначенням членом головного правління училищ.
З 17 квітня 1839 року — член Ради міністра державного майна, з 8 травня того ж року — директор 3-го департаменту міністерства. Розробив статути Горигорецького інституту, ферм і зразкових господарств, шкіл виноробства і шовківництва та інших установ, а також план кадастрової справи в Росії; 14 квітня 1841 був назначений таємним радником.
16 січня 1844 року назначений до присутності в Урядовому Сенаті (1844—1845, 1846—1849 — 2-е відділення 3-го департаменту; 1845—1846 — 2-е відділення 5-го департаменту, з 3 січня 1850 — 1-й департамент). У 1851 році проводив ревізію у Херсонській губернії.
З 1854 року — попечитель Дерптської учбової округи у званні сенатора. 17 квітня 1860 року назначений дійсним таємним радником.
Помер 3 [15] квітня 1862 року

### Сім'я
Батько — Федір Іванович фон Брадке (1752—1819) — генерал-майор, таємний радник, сенатор.
Мати — Шарлотта Христина фон Хаак.
Брат — Михайло Федорович Брадке (1797—1850) — генерал-майор, учасник російсько-перської війни та придушення польського повстання.

## Вибрані публікації
Написав автобіографію для дітей. Вона була опублікована у 1871 році Академією наук на правах рукопису в 10 екземплярах, частково — у «Російському Архіві» у 1875 році.
- Брадке Е. Ф. [Із записок]   // Бильбасов В. А. Іоан Антонович і Мирович. — М., 1908. — С. 99-123.[5]

## Нагороди
- золота шпага (1831)
- орден св. Станіслава 1-го ступеня (6.12.1834)
- орден Св. Анни 1-го ступеня (28.3.1836)
- орден св. Анни 1-го ступеня з короною (2.12.1840)
- орден Св. Володимира 2-го ступеня (12.1.1848)
- золота табакерка з діамантами та Імператорським портретом (23.11.1855)
- орден Білого Орла (1855)
- орден Олександра Невського (1857)
- милостивий Найвищий рескрипт (12.9.1861) — з нагоди п'ятдесятиріччя його служби.

## Пам'ять
Рада Дерптського університету започаткувала для студентів університету золоту медаль імені Брадке, яка вручається щорічно за науковий твір (на відсотки з капіталу, зібраного з добровільної підписки).
Дерптське ветеринарне училище заснувало для студентів премію імені Брадке (на тих самих підставах).